# Daniel Chamorro
Daniel Chamorro (Ciudad Real; 1976), director, productor, guionista, escritor, actor y compositor de cine español.

## Biografía
Se licenció en Ciencias de la Información por la Universidad Complutense de Madrid y amplió estudios en México, Los Ángeles y Berlín; también se formó en Producción cinematográfica en la escuela TAI.
Ha realizado hasta ahora 16 cortometrajes de ficción y tres documentales. Cuenta con más de 160 premios nacionales e internacionales por sus trabajos y 650 selecciones. La revista Variety en Cannes lo consideró uno de los próximos diez directores jóvenes españoles emergentes.
Suele tratar temas sociales y humanos en sus filmes y ha colaborado en varias ocasiones con Manos Unidas, donde ha sido incluso jurado nacional varios años de su Festival de clipmetrajes, así como en otros certámenes como el prestigioso Festival de Huesca. También es cocreador de varios festivales de cine. 
Ha recibido clases de artistas como Win Wenders, Baz Luhrman, Mike Newell, Michael Radford, Walter Murch, Mark Canton, Mark Johnson, Joel Schumacher, Alan Parker, Michael Radford, Paul Haggis, René Pereyra, Bernard Hiller, Jackie Earle Hurley, April Webster, Frances Fisher, Vanessa Redgrave, Franco Nero, Tim Robbins, Frances Mac Dormand, o Al Pacino. Ha actuado en películas como “Akelarre", "El buen patrón" o "Competencia oficial" o en series como "El día de Mañana",”Vis a Vis - El Oasis”, “El Ministerio del tiempo”, “Nasdrovia” de Movistar +, “Por H o por B” de HBO, "Veneno" de Atresmedia o la serie internacional "Criminal" de Netflix. Ha protagonizado la película "La boda" junto con Elena Furiase (2025) 
Escribe poesía y relatos y ha compuesto música ligera, sus propias bandas sonoras y algunas ajenas. Como músico de cine ha recibido premios como el del Festival de Lorca o el de Fimucité 2016.
Su representante es Marco Gadei

## Filmografía

### Productor/Director/Guionista
- Infinito, cortometraje.
- La vida del 13, cortometraje.
- El arrastrao, cortometraje.
- 24 instantes, cortometraje.
- Solo para chelo, cortometraje.
- Selección Natural, cortometraje (ambientado en México D. F.).
- Catharsis, cortometraje (ambientado en BERLIN).
- No se vaya, cortometraje (ambientado en BERLIN).
- No se retire, cortometraje (ambientado en BERLIN)
- Una luna perfecta, cortometraje.
- Una vida sana y muy feliz, cortometraje (ambientado en LOS ANGELES).
- Avance, cortometraje.
- Lines, cortometraje (ambientado en LONDRES).
- Ecuador, con los ojos cerrados, cortometraje (Documental ambientado en ECUADOR).
- Horror Vacui, cortometraje.
- XYX, cortometraje.
- Huellas de luz, cortometraje (Documental).
- Las texturas de la tierra, colaboración en cortometraje (Documental).
- Yallah, colaboración en el cortometraje de Carlo Dursi, ganador del José María Forqué 2020 (Diseño de créditos).
- Tempus Fugit, cortometraje.
- El libro de Mario, cortometraje.

### Actor
- La boda (Actor protagonista junto con Elena Furiase) (2025)
- Diario para señoritas(2024)
- Escape(Película)(2024)
- Las abogadas(2024)
- Segunda Muerte(2024)
- Eva y Nicole(2024)
- 4 estrellas(2023)
- El otro lado(2023)
- Los farad(2023)
- La que se avecina(2023)
- Cardo(2023)
- Un largo viaje (Película) (2023)
- Bosé (Serie de Paramount+) (2022)
- En los márgenes (Película) (2022)
- A man of action (Película Netflix) (2022)
- Espinas (Cortometraje de Iván Sáinz-Pardo) (2022)
- Venga Juan (TNT) (2021)
- Los hombres de Paco (Atresmedia) (2021)
- El buen Patrón (Película) (2021)
- Competencia Oficial (Película) (2021)
- Veneno (Atresmedia) (2020)
- El Ministerio del tiempo (TVE) (2020)
- Nasdrovia (Movistar) (2020)
- Vis a vis: El oasis (FOX) (2020)
- Akelarre (2020) Coven of Sisters (título internacional) (9 nominaciones a los Premios Goya y la más premiada del año con 5 Goyas conseguidos)[7]
- Por H o por B (HBO) (2019)
- Criminal (España) (NETFLIX) (2019)
- El día de mañana (MOVISTAR) (2018)